# Mistrzostwa Świata w Podnoszeniu Ciężarów 1961
Wyniki podnoszenia ciężarów na 36. Mistrzostwach Świata w Podnoszeniu Ciężarów w 1961 roku w Wiedniu (Austria). Startowali tylko mężczyźni w 7 kategoriach wagowych.

## Medaliści
| Kategoria: | Złoto                | Srebro                                 | Brąz             |
| 56 kg      | Władimir Stogow      | Imre Földi                             | Yoshinobu Miyake |
| 60 kg      | Isaac Berger         | Sebastiano Mannironi Jewgienij Minajew | —                |
| 67,5 kg    | Waldemar Baszanowski | Siergiej Łopatin                       | Marian Zieliński |
| 75 kg      | Aleksandr Kurynow    | Győző Veres                            | Marcel Paterni   |
| 82,5 kg    | Rudolf Plukfieldier  | Géza Tóth                              | Tommy Kono       |
| 90 kg      | Ireneusz Paliński    | Louis Martin                           | Arkadij Worobjow |
| + 90 kg    | Jurij Własow         | Richard Zirk                           | Eino Mäkinen     |

## Klasyfikacja medalowa
| Klasyfikacja medalowa | Klasyfikacja medalowa | Klasyfikacja medalowa | Klasyfikacja medalowa | Klasyfikacja medalowa | Klasyfikacja medalowa |
| --------------------- | --------------------- | --------------------- | --------------------- | --------------------- | --------------------- |
| Miejsce               | Reprezentacja         | Złoto                 | Srebro                | Brąz                  | Razem                 |
| 1.                    | ZSRR                  | 4                     | 2                     | 1                     | 7                     |
| 2.                    | Polska                | 2                     | 0                     | 1                     | 3                     |
| 3.                    | Stany Zjednoczone     | 1                     | 1                     | 1                     | 3                     |
| 4.                    | Węgry                 | 0                     | 3                     | 0                     | 3                     |
| 5.                    | Wielka Brytania       | 0                     | 1                     | 0                     | 1                     |
| 5.                    | Włochy                | 0                     | 1                     | 0                     | 1                     |
| 7.                    | Finlandia             | 0                     | 0                     | 1                     | 1                     |
| 7.                    | Francja               | 0                     | 0                     | 1                     | 1                     |
| 7.                    | Japonia               | 0                     | 0                     | 1                     | 1                     |